# هاوساتاغ
هاوساتاغ (ارمنی: Հավսաթաղ; به لاتین: Almalıq) یک منطقهٔ مسکونی در جمهوری آرتساخ است که در استان شاهومیان واقع شده‌است. هاوساتاغ ۶۵ نفر جمعیت دارد و ۱٬۴۹۸ متر بالاتر از سطح دریا واقع شده‌است.